# Bucculatrix alaternella
Bucculatrix alaternella is een vlinder uit de familie ooglapmotten (Bucculatricidae). De wetenschappelijke naam is voor het eerst geldig gepubliceerd in 1890 door Constant.
De soort komt voor in Europa.